# ステーションEYEくまもと
『ステーションEYEくまもと』（ステーションアイくまもと）は、1991年4月1日から1993年4月2日までに2年間、熊本朝日放送（KAB）が生放送していた平日夕方のローカルワイドニュース番組である。

## 放送時間
- 毎週月曜 - 金曜 18:00 - 18:42（日本標準時）。

## 番組概要
- 前番組『KAB 600ステーション ANN』の改題リニューアル版で、テレビ朝日発の全国ニュース『600ステーション』が『ステーションEYE』へリニューアルするのに合わせてスタートした。

- 番組はテレビ朝日発の『ステーションEYE』を放送した後、18:30から熊本県内の最新ローカルニュースを伝えていた。

- 18:42からは『KAB 600ステーション』時代と同じく天気予報及びミニ番組『KABウェザーボイス』を放送していた。CM前には画面下に「つづいて熊本から ステーションEYEくまもと」と表示していた。

- 『ステーションEYE』はその後も週末版では、1993年4月3日から1997年9月28日まで続いたが、番組は1993年4月2日（金曜日）の放送分をもって同タイトルでの放送を終了。同年4月5日から2005年9月30日までは『KABニュースラウンド』と題して12年半放送されていた。

## メインキャスター
- 小出史 - 『KAB 600ステーション』から続投。